# 侯活·韋比
侯活·梅爾頓·韋比，MBE（1971年7月14日—）是一名英格蘭職業足球球證，曾主要執法英格蘭超級聯賽賽事，自2005年起他亦是一名國際球證。他居住在南約克郡羅瑟漢姆。韦伯被足球界与媒体公认为史上少有的高水平裁判员，亦是英超鮮有被球迷稱讚的球證。
2014年8月6日，英超官网宣布霍华德·韦伯宣布从裁判界退役，正式结束了长达25年的裁判生涯。

## 職業生涯
韋比於1989年首次於羅瑟漢姆地區聯賽開始擔任球證，1993年開始擔任北部聯賽的助理裁判，兩年後升為主球證。1996年為英格蘭足球聯賽擔任助理裁判，在1998年提拔為足球議會聯賽的球證。
2000年他進入了英格蘭足球聯賽球證名單，可以執法較高級別的賽事，3年後再被提升入英超球證名單，可以執法英格蘭最高級別聯賽－英格蘭超級聯賽。2003年10月18日，他首次執法英超賽事，該場富咸對狼隊的賽事以0-0打平，共發出4面黃牌。2005年，他被國際足協認可為國際球證，可以執法世界大型賽事。
韋伯首個執法的國際賽是於2005年11月舉行的友誼賽，北愛爾蘭對葡萄牙，賽果為1-1。隨後執法了2006年歐洲U-21足球錦標賽兩場分組賽和一場準決賽。同年9月26日亦執法了他首場歐洲冠軍聯賽，賽事為布加勒斯特星隊對里昂。在2007年的英格蘭聯賽盃決賽中，由韋比執法，為阿森納對切爾西，最終切爾西以2-1擊敗阿森納。韋比在這場比賽中出示三面紅牌，是聯賽盃首次出現的。
他亦是2008年歐洲國家盃12位球證之一，執法主辦國奧地利對波蘭的賽事。2009年，他成為2009年洲際國家盃的裁判，執法了兩場賽事。2010年，韋比成為當屆世界盃的主球證之一，並判法了4場賽事，當中包括決賽，乃史其中一位執法過歐聯決賽及世界盃決賽的主球證。
2014年8月6日，英格兰足球超级联赛官方网站宣布，韦伯退役，从此结束25年的裁判生涯。

## 爭議性判罰
2012年2月5日，波亞斯帶領的切爾西主場迎戰曼聯，出現令人爭議的判決，曼聯在落後三球的情況下，追成3-3。弗格森表示比賽初期卡希爾在禁區邊緣對維爾貝克的战术犯規時逃過一劫，而卡希爾亦承認他幸運地逃過處分。

## 數據

### 紅黃牌紀錄
| 賽季      | 執法場次 | 黃牌總數 (張) | 平均每場黃牌 (張) | 紅牌總數 (張) | 平均每場紅牌 (張) |
| --------- | -------- | ------------- | ----------------- | ------------- | ----------------- |
| 2000/2001 | 26       | 58            | 2.23              | 1             | 0.04              |
| 2001/2002 | 32       | 69            | 2.16              | 5             | 0.16              |
| 2002/2003 | 39       | 145           | 3.72              | 4             | 0.10              |
| 2003/2004 | 34       | 92            | 2.94              | 9             | 0.26              |
| 2004/2005 | 34       | 100           | 2.94              | 2             | 0.06              |
| 2005/2006 | 47       | 117           | 2.49              | 7             | 0.15              |
| 2006/2007 | 43       | 151           | 3.51              | 9             | 0.20              |
| 2007/2008 | 38       | 128           | 3.36              | 2             | 0.05              |
| 2008/2009 | 40       | 132           | 3.30              | 6             | 0.15              |
| 2009/2010 | 35       | 124           | 3.54              | 4             | 0.11              |

## 個人生活
韋比曾經是一名警長。他在2011年新年因為其在足球上的貢獻而被受勳大英帝國員佐勳章（MBE）。
韋比於2013年4月回到南約克郡警察局。
韋比於2021年4月與同為警察的德國籍女裁判毕碧安娜·施泰因豪斯結婚。

## 外部連結
- soccerbase.com 韋比執法數據
- 2008歐錦賽球證評分 （页面存档备份，存于）